# Ђура Ђуровић
Ђура Ђуровић (Горња Горевница, 11. јануар 1900 — Београд, 2. април 1983) био је српски и југословенски адвокат, равногорац и преводилац.

## Биографија
Гимназију је учио у Чачку. По завршетку гимназије завршава Правни факултет у Београду октобра 1924. Као стипендиста власника Ресавских рудника добија стипендију да обиђе Француску, Британију и Немачку. У Француској и Британији борави од 1924. до 1928, са кратким одласком у Немачку. У Париз је докторирао права. Докторску тезу одбранио је на Сорбони 10. марта 1928. под насловом „Le protocole de Geneve devant l`opinion Anglaise.“ (Женевски протокол према енглеском схватању).
По повратку из Француске ради као адвокат и као службеник Београдске општине од 1929. до Априлског рата 1941. Био је неуспешан кандидат за народног посланика 1935, на листи др Богољуба Јефтића, а од 1939. је био члан Демократске странке.
Окупациони апарат га је два пута испитивао због припадности слободном зидарству у априлу 1941, и маја 1942. По оснивању Југословенске равногорске омладине (ЈУРАО) у новембру 1942. био је прво време председник организације да би ту функцију ускоро преузео др Војин Андрић, адвокат из Београда.
Прикључује се Југословенској војсци у отаџбини ЈВуО у мају 1943. године. У ЈВуО је био активан у пропагандним напорима, а водио је и радио станицу која је била у директној вези са САД. У том својству је учествовао и у операција Халијард у којој је спасено око 500 америчких и других савезничких пилота. Станица је емитована са Каблара од јула 1943. до августа 1944.
Ђуровић добија нову функцију секретара Централног Националног Комитета у јуну 1944, и као такав ради на уређењу и реализацији садржаја који ће путем радио-станице преносити у иностранство. Био је уредник листа „Уједињено Српство“ чија су четири броја изашла у пролеће 1944, а који је био нека врста полузваничног органа Равногорског покрета.
Током боравка америчког пуковника Роберта Макдауела (Robert McDowell) из Уреда за стратешка дејства - OSS (Office of Strategic Operations) код генерала Михаиловића у лето и јесен 1944, Ђуровић је био са њим у контакту на захтев генерала Михаиловића. Макдауел је испитивао могућност предаје немачких снага у Србији генералу Михаиловићу. Ђуровић је учествовао у сарадњи трупа ЈВуО под капетаном Раковићем, командантом Другог равногорског корпуса, са трупама Црвене армије у октобру 1944. У садејству снага ЈВуО и Црвене армије нападана је немачка комуникациона линија Ваљево-Чачак-Пожега.
Није отишао са генералом Михаиловићем у Босну октобра 1944, већ је остао у Србији. Током прве половине 1945. се скривао, а ухапшен је 8. јуна 1945.
Изведен је на јавно суђење „члановима политичком и војног руководства организације Драже Михаиловића“ пред Вишим војним Судом Југословенске армије у јулу и августу 1945. у Београду, заједно са четничким командантима Војиславом Лукачевићем, Драгутином Кесеровићем и Војиславом Војиновићем. Др Ђуровић је на овом суђењу био првооптужени од укупно 25 отужених. То је било прво велико суђење припадницима ЈВуО. Тужилац је био Милош Минић.
Због своје идејно-политичке линије коју је обављао у равногорској организацији осуђен је на казну затвора од 20 година с присилним радом, конфискацијом целокупне имовине и губитком грађанских и појединих права од 10 година. Казне смрти га је једино спасило то што није војнички учествовао у организацији генерала Драже Михаиловића. Такву судбину нису доживели Лукачевић, Кесеровић и Војиновић.
На издржавање казне у Сремској Митровици је одведен одмах након капитулације Јапана 2. септембра 1945. Ту је издржао готово 17 година. Помилован је на основу опште амнестије и изашао је из затвора 2. априла 1962. године. После резолуције Информбироа стављен је у самицу и држан без контакта с иједним другим затвореником следећа 23 месеца све до почетка јуна 1950. За све време боравка у затвору у Сремској Митровици сматран је, заједно са др Стеваном Мољевићем, за неформалног вођу бројних затворених равногораца, као и за једног од најопаснијих и најдоследнијих противника нових власти. Због таквог високог статуса међу затвореницима био је изложен сталном прогону и притиску. Организовао је 28-29. марта 1959. штрајк глађу затвореника у Сремској Митровици заједно са Богданом Крекићем, др Војином Андрићем и Андром Лончарићем због малтретирања затвореника од стране чувара. У штрајку је учествовало 127 затвореника, углавном припадника ЈВуО.
По изласку из затвора живи у Београду од априла 1962. до новембра 1973. За све ово време је под будним надозором Службе државне безбедности која га хапси новембра 1973, иако је већ био тешко болестан. Оптужен је за везе са организацијом СОПО и Андром Лончарићем, као и да је писао памфлете против СФРЈ, па је осуђен на нових пет година затвора. Другу робију је провео у Пожаревачкој „Забели“, помилован је и пуштен 25. новембра 1977. године. За његово ослобађање заузео се више пута Амнести Интернашонал (Amnesty International), а југословенским властима је стигло више од 4.000 петиција из иностранства за пуштање на слободу др Ђуровића.
Превео је неколико књига чувеног Доктора Дулитла, које ће по његовом изласку из затвора штампати „Дечје новине“ из Горњег Милановца, али под именом и посредством Радомира Милошевића који је провео дугогодишњу робију са Ђуровићем у Сремској Митровици, али је као радник амбасаде САД могао да објављује преводе под својим именом за разлику од др Ђуровића коме је ускраћено то право, као што му је трајно било забрањено да добије пасош.
Провео је у југословенским комунистичким затворима 20 година, девет месеци и двадесет и пет дана као политички затвореник. По дужини проведеној у затворима комунистичке Југославије спада у прва три осуђеника.

## Главни радови
- - Djoura Djourovitch, Le Protocole de Genève devant l’opinion anglaise. Thèse pour le doctorat présentée et soutenue le samedi 10 mars 1928 à 1 heure par Djoura Djourovitch. Paris: Jouve & Cie éditeurs, 1928.
- - Đura Đurović, “Razmišljanje o smrti”. Hereticus VII/1-2 (2009), 207–236 [овај текст др Ђуровић је саставио непосредно пред смрт 1982].